# Stazione di Takikawa
La stazione di Takikawa (滝川駅?, Takikawa-eki) è una stazione della città di Takikawa situata sulla linea principale Hakodate e capolinea della linea principale Nemuro, gestita da JR Hokkaido.

## Struttura
La stazione è dotata di tre banchine che servono 5 binari.
| 1 | ■ Linea principale Nemuro   | per Furano, Shintoku e Obihiro                         |
| 4 | ■ Linea principale Hakodate | per Iwamizawa, Sapporo e Otaru (Locali)                |
| 5 | ■ Linea principale Hakodate | per Iwamizawa e Sapporo (Espressi limitati)            |
| 6 | ■ Linea principale Hakodate | per Asahikawa, Abashiri e Wakkanai (locali)            |
| 7 | ■ Linea principale Hakodate | per Asahikawa, Abashiri e Wakkanai (Espressi Limitati) |

## Stazioni adiacenti
| «                         | Servizio                                                                | »                         |
| Linea principale Hakodate | Linea principale Hakodate                                               | Linea principale Hakodate |
| ------------------------- | ----------------------------------------------------------------------- | ------------------------- |
| Sunagawa                  | Locale                                                                  | Ebeotsu                   |
| Sunagawa                  | Exp. Limitato Super Kamui Exp. Limitato Okhotsk Exp. Limitato Sarobetsu | Fukagawa                  |
| Iwamizawa                 | Exp. Limitato Super Sōya Exp. Limitato Okhotsk(alcuni)                  | Fukagawa                  |
| Linea principale Nemuro   |                                                                         |                           |
| Capolinea                 | Locale                                                                  | Higashi-Takikawa          |